# Zofia Wichłacz
Zofia Wichłacz (sinh ngày 5 tháng 4 năm 1995 tại Warsaw) là một nữ diễn viên Ba Lan.

## Sự nghiệp
Những bộ phim chiếu rạp đã gắn liền với tên tuổi của Wichłacz là phim chiến tranh Miasto 44 (City 44, 2014) trong vai Biedronka, Pokot (2017) trong vai mẹ của Matogi và phim Amok (2017) trong vai Zofia. Cô cũng là gương mặt quen thuộc trong loạt phim truyền hình dài tập World on Fire (2019) trong vai Kasia Tomaszeski.
Nhờ vào các vai diễn xuất sắc của mình, cô đã dành được nhiều giải thưởng danh giá. Năm 2014, tại Liên hoan phim Gdynia lần thứ 39, cô đạt giải thưởng ở hạng mục Nữ diễn viên chính xuất sắc nhất. Năm 2015, cô được trao Giải thưởng Điện ảnh Ba Lan (Giải Đại bàng) ở hạng mục Khám phá của năm.

## Đời tư
Cha cô là một chuyên viên quay phim tên là Zbigniew Wichłacz, còn mẹ cô là Anna Seitz-Wichłacz, một nhà thiết kế phim trường.

## Phim tiêu biểu
| 2014 | Miasto 44     | Biedronka          | Giải thưởng Điện ảnh Ba Lan ở hạng mục Khám phá của năm |  |  |  |
| 2016 | Powidoki      | Hania Borowska     |                                                         |  |  |  |
| 2017 | Pokot         | mẹ của Matogi      |                                                         |  |  |  |
| 2017 | Amok          | Zofia Bala         |                                                         |  |  |  |
| 2017 | Belfer 2      | Karolina Gontarska |                                                         |  |  |  |
| 2017 | Zgoda         | Anna Nowicka       |                                                         |  |  |  |
| 2018 | The Romanoffs | Nadya              | Tập "End of the Line"                                   |  |  |  |
| 2018 | 1983          | Karolina Lis       | Netflix                                                 |  |  |  |
| 2019 | World on Fire | Kasia Tomaszeski   | phim truyền hình dài tập                                |  |  |  |
| 2019 | DNA           | Julita             |                                                         |  |  |  |